# Континентальный кубок IAAF
Континентальный кубок IAAF — командные соревнования по лёгкой атлетике, в которых принимали участие сборные континентов. В разные годы отдельными командами выступали сборные Восточной Германии, СССР и США. До 2008 года проводился под названием «Кубок мира IAAF». До 2010 года сборные среди мужчин и женщин выступали отдельно, а с 2010 года стал проводиться общий зачёт. Соревнования проводятся при поддержке IAAF.

## Формат
| Начисление очков по местам                                    | Начисление очков по местам | Начисление очков по местам | Начисление очков по местам | Начисление очков по местам | Начисление очков по местам | Начисление очков по местам | Начисление очков по местам | Начисление очков по местам |
| ------------------------------------------------------------- | -------------------------- | -------------------------- | -------------------------- | -------------------------- | -------------------------- | -------------------------- | -------------------------- | -------------------------- |
| Место                                                         | 1                          | 2                          | 3                          | 4-е                        | 5-е                        | 6-е                        | 7-е                        | 8-е                        |
| Очки                                                          | 8                          | 7                          | 6                          | 5                          | 4                          | 3                          | 2                          | 1                          |
| Эстафеты — = 15 очков / = 11 очков / = 7 очков / 4-е = 3 очка |                            |                            |                            |                            |                            |                            |                            |                            |
| Правило начисления очков с 2010 года.                         |                            |                            |                            |                            |                            |                            |                            |                            |

## Мировые рекорды
| Год  | Дисциплина     | Рекорд      | Спортсмен (ы)                                             | Страна |
| ---- | -------------- | ----------- | --------------------------------------------------------- | ------ |
| 1977 | Эстафета 4×100 | 38,03 — WR* | Билл Коллинс, Стив Риддик, Клифф Уилли, Стив Уильямс      | США    |
| 1985 | 400 метров     | 47,60 — WR  | Марита Кох                                                | ГДР    |
| 1985 | Эстафета 4×100 | 41,37 — WR* | Сильке Гладиш, Сабина Рейгер, Ингрид Аушвальд, Марлис Гёр | ГДР    |

## История

### Кубок мира IAAF
| Год  | Город        |         | Победитель           | 2-е место      | 3-е место      |
| ---- | ------------ | ------- | -------------------- | -------------- | -------------- |
| 1977 | Дюссельдорф  | Мужчины | ГДР                  | США            | ФРГ            |
| 1977 | Дюссельдорф  | Женщины | Европа               | ГДР            | СССР           |
| 1979 | Монреаль     | Мужчины | США                  | Европа         | ГДР            |
| 1979 | Монреаль     | Женщины | ГДР                  | СССР           | Европа         |
| 1981 | Рим          | Мужчины | Европа               | ГДР            | США            |
| 1981 | Рим          | Женщины | ГДР                  | Европа         | СССР           |
| 1985 | Канберра     | Мужчины | США                  | СССР           | ГДР            |
| 1985 | Канберра     | Женщины | ГДР                  | СССР           | Европа         |
| 1989 | Барселона    | Мужчины | США                  | Европа         | Великобритания |
| 1989 | Барселона    | Женщины | ГДР                  | СССР           | США            |
| 1992 | Гавана       | Мужчины | Африка               | Великобритания | Европа         |
| 1992 | Гавана       | Женщины | Объединенная команда | Европа         | США            |
| 1994 | Лондон       | Мужчины | Африка               | Великобритания | США            |
| 1994 | Лондон       | Женщины | Европа               | США            | Германия       |
| 1998 | Йоханнесбург | Мужчины | Африка               | Европа         | Германия       |
| 1998 | Йоханнесбург | Женщины | США                  | Европа         | Африка         |
| 2002 | Мадрид       | Мужчины | Африка               | Европа         | США            |
| 2002 | Мадрид       | Женщины | Россия               | Европа         | США            |
| 2006 | Афины        | Мужчины | Европа               | США            | Африка         |
| 2006 | Афины        | Женщины | Россия               | Европа         | США            |

### Континентальный кубок IAAF
| Год  | Город    | Победитель | 2-е место | 3-е место      | 4-е место      |
| ---- | -------- | ---------- | --------- | -------------- | -------------- |
| 2010 | Сплит    | Америка    | Европа    | Африка         | Азия и Океания |
| 2014 | Марракеш | Европа     | Америка   | Африка         | Азия и Океания |
| 2018 | Острава  | Америка    | Европа    | Азия и Океания | Африка         |